# MPTP
MPTP（1-メチル-4-フェニル-1,2,3,6-テトラヒドロピリジン、1-Methyl-4-phenyl-1,2,3,6-tetrahydropyridine）は神経毒の一つで、ヒトが摂取するとパーキンソン病様の病態を引き起こす。これは、脳内でモノアミン酸化酵素によりパラコートに類似したMPP+（1-メチル-4-フェニルピリジニウム）に変換され、中枢神経系ドーパミン神経の特異的な脱落を引き起こすためである。
麻薬中毒患者が自分で合成した麻薬を用いたところ、パーキンソン病様症状を示した事がきっかけに見い出された（この患者は合成オピオイドの一種であるデスメチルプロジン（1-メチル-4-フェニル-4-プロピオノキシピペリジン、MPPP）を合成したが、一部手順を省略したために不純物としてMPTPが生成してしまった）。パーキンソン病のモデル動物の作成に用いられるが、揮発しやすく、毒性が高いため、取り扱いは注意を要する。次亜塩素酸により分解される。
単体の他に塩酸塩（CAS登録番号:23007-85-4）が実験用に市販されている。